# Armadillo (crustáceo)
Armadillo é um género de isópodos pertencentes à família Armadillidae.
O género tem uma distribuição quase cosmopolita.

## Espécies
Espécies (lista incompleta):
- Armadillo affinis (Dana, 1854)
- Armadillo albipes Dollfus, 1898
- Armadillo albomarginatus Dollfus, 1892